# Andros (Power Rangers)
Andros is een personage uit de televisieserie Power Rangers. Hij was een vast personage in Power Rangers in Space, en had gastoptredens in Power Rangers: Lost Galaxy en Power Rangers: Wild Force. Hij werd gespeeld door Christopher Khayman Lee.

## Geschiedenis
Andros is een alien van de planeet KO-35. Derhalve beschikt hij over telekinetische krachten. Hij verkreeg zijn krachten als Rode Space Ranger al geruime tijd voor aanvang van Power Rangers in Space.
Andros wordt voor het eerst gezien aan het begin van Power Rangers in Space, wanneer hij infiltreert bij de eerste bijeenkomst van de United Alliance of Evil. Derhalve ontdekt hij Dark Specters plan om Zordons energie af te tappen. Andros wordt echter ontmaskerd en kan maar net ontkomen. Terug in zijn ruimteschip, het Astro Megaship, komt hij de vier voormalige Turbo Rangers tegen. Hoewel hij eerst niets van hen moest hebben, geeft hij hen uiteindelijk de Astro Morphers waarmee ze net als hij Space Rangers worden. Andros werd de leider van het nieuwe team.
Gedurende de serie ontwikkelde Andros een relatie met Ashley Hammond. Hij ontdekte tevens dat zijn zus Karone, die als kind was ontvoerd door Darkonda, nog in leven was maar dan als de kwaadaardige Astronema. Hij wist haar te overtuigen, maar ze werd door Dark Specter weer onder zijn controle geplaatst.
In de laatste aflevering, Countdown to Destruction, drong Andros binnen in Astronema’s schip en ontdekte Zordon. Op Zordons’ aandringen en na veel getwijfel brak Andros Zordons energiecapsule zodat zijn energie alle helpers van Dark Specter kon uitschakelen.
Andros keerde weer terug in Power Rangers: Lost Galaxy, waarin hij en de andere Space Rangers samenwerkten met de Galaxy Power Rangers om de Psycho Rangers te verslaan.
Andros laatste optreden was in de Power Rangers: Wild Force aflevering Forever Red, waarin hij met negen andere Rode Rangers de laatste generaals van het Machine Keizerrijk bevocht.

## Trivia
- Andros was de eerste Rode Ranger die een Battlizer kreeg.
- Andros en Karone zijn de eerste familieleden die beide Power Rangers werden, hoewel ze niet beide in hetzelfde team zaten (Karone werd de Roze Galaxy Ranger).
- Andros is de eerst Ranger die familie was van de hoofdvijand uit de serie; Astronema was zijn zus. Dit werd herhaald in Power Rangers Ninja Storm, waarin Cam Watanabe de neef is van Lothor, en in Power Rangers: Dino Thunder, waarin Trent Fernandez-Mercer de (geadopteerde) zoon is van Mesogog
- Andros is de eerste ranger die ook buiten zijn rangervorm over speciale krachten beschikte: hij kon telekinese gebruiken. Tegenwoordig is het normaal dat rangers ook buiten hun rangervorm speciale krachten hebben.